# Sebastià Sánchez-Juan
Sebastià Sánchez-Juan (Barcelona, 10 de novembre de 1904 – Barcelona, 2 d'octubre de 1974) va ser un poeta i corrector d'estil català.

## Biografia
Nascut al barri de Sants, en el si d'una família humil, de pare murcià i mare balear. Els primers estudis els du a terme al Centre Catòlic, però s'ha de destacar que la seva formació és sobretot de caràcter autodidàctic. Treballarà com a corrector d'estil, sovint prop del seu mestre Pompeu Fabra. Des de molt jove va ser amic d'en Josep Vicenç Foix i Salvador Dalí.
Des de l'adolescència pren partit pels corrents futuristes que arriben a Catalunya. El 1922 publica el Segon manifest futurista, per al qual fa servir el pseudònim David Cristià, i dos anys més tard veu la llum el seu primer llibre, Fluid, on deixa molt clara la seva adscripció avantguardista.
El 1931 es casa amb Maria Bosch i Pedrós, amb qui tindrà nou fills. D'entre ells, sis es consagraran al l'Església Catòlica.
El 1936 va guanyar la Viola d'or i d'argent als Jocs Florals de Barcelona pel poema Cinc avemaries.
Fou una persona molt catòlica i durant la Guerra Civil va prendre partit pels franquistes. Durant la dècada dels anys 40, publicà poesia en castellà. A l'obra Régimen (1940) va fer una exaltació del règim franquista. A la dècada del 50 tornà a publicar llibres en català, encara que lluny de les teories d'avantguarda que marquen la seva obra inicial.

## Obres

### Poesia
- Segon manifest futurista (contra l'extensió del tifisme en literatura) (1922)
- Fluid (1924)
- Miralls. Versions de lírica europea (1955)
- Principat del temps (1961)
- Escaiences (1974)
- Régimen (1940), en castellà

### Obres completes
- Poesia. Barcelona: Columna, 1995.
- Poesia completa I. Barcelona: Claret, 2003.
- Poesia completa II. Barcelona: Claret, 2003.

## Fons personal
El fons Sebastià Sànchez-Juan, cedit per la família Sànchez Bosch, es conserva a la Biblioteca d’Humanitats de la Universitat Autònoma de Barcelona. Està format per correspondència, obra de creació, documentació personal i familiar, documentació professional, premsa i una selecció de la seva biblioteca personal.